# SPI-097/055
Conhecida como Contornos de Caraguatatuba/São Sebastião, Contornos do Litoral Norte ou Contornos da Rodovia dos Tamoios, a SPI-097/055 é uma rodovia de interligação localizada nos municípios de Caraguatatuba e São Sebastião, no estado de São Paulo.

## História
As obras dos contornos, iniciadas em 2013 pelo governo de São Paulo, tinham como objetivo principal melhorar o fluxo de veículos e o acesso às cidades do litoral norte paulista. A ideia era desafogar os centros urbanos, direcionando o tráfego de caminhões diretamente para o Porto de São Sebastião e a região norte de Caraguatatuba.
Em 2012, o governo do estado obteve a licença do Conselho Estadual do Meio Ambiente (CONSEMA) para a construção do Contorno Sul de Caraguatatuba e São Sebastião, um trecho de 30,8 quilômetros ligando a Rodovia dos Tamoios (SP-99) à Rio-Santos (SP-55), na altura do Porto de São Sebastião. A obra, orçada em R$ 1,6 bilhão, tinha como objetivo transformar o trecho urbano da Rio-Santos entre as duas cidades em uma via de tráfego local, enquanto o Contorno Sul atuaria como uma via expressa, buscando solucionar os congestionamentos frequentes, especialmente em épocas de temporada. A construção previa 31 viadutos, 5 pontes e 4 túneis inicialmente, posteriormente alterado para 6 túneis.
No entanto, a construção do Contorno Sul gerou polêmica devido a questões ambientais, já que o traçado passaria pela Serra do Mar, em áreas de Mata Atlântica. A Companhia Ambiental do Estado de São Paulo (CETESB) elaborou um parecer de viabilidade, aprovado em 2012, que determinava 59 ações para mitigar os impactos ambientais, incluindo reflorestamento e monitoramento ambiental. A prefeitura de São Sebastião criticou o projeto, classificando-o como o "maior desmatamento da história" na Mata Atlântica do litoral norte, alegando que a área total a ser desmatada chegaria a 370 mil metros quadrados e que seria necessário deslocar cerca de 5 mil pessoas, a maioria de baixa renda, além de questionar a priorização de aspectos econômicos sobre os ambientais.
A necessidade de desapropriações e reassentamentos foi um ponto crucial de debate e alterações no projeto. Inicialmente, previa-se 1.247 desapropriações. Após revisões do traçado, esse número foi drasticamente reduzido para 624 e, posteriormente, para 132 após um impasse entre o governo do estado e a prefeitura de São Sebastião. A mudança no traçado também impactou na redução da área desmatada, de 52 para 35 hectares, e um aumento na extensão dos túneis. A primeira parte da obra, iniciada em 15 de outubro, contemplou um trecho de 24,6 quilômetros entre a Praia Martim de Sá e a Costa Norte de São Sebastião, com previsão de conclusão em 1 ano e 8 meses. O projeto foi dividido em dois lotes: o primeiro, com 6,2 km, ligando a Tamoios à praia Martim de Sá e à SP-55; e o segundo, com 18,4 km, ligando a Tamoios ao bairro do Jaraguá.

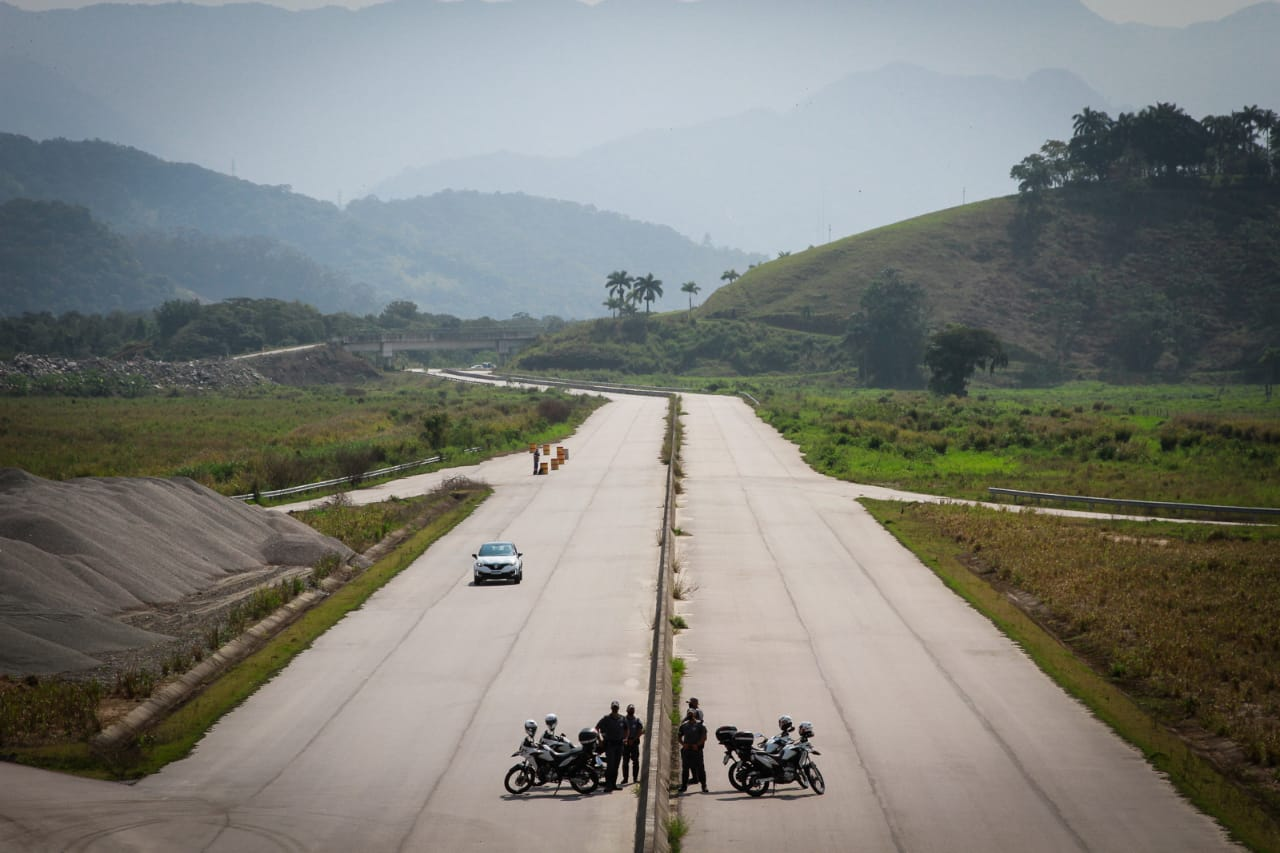
Obras paralisadas da SPI 097-055 em 2018.

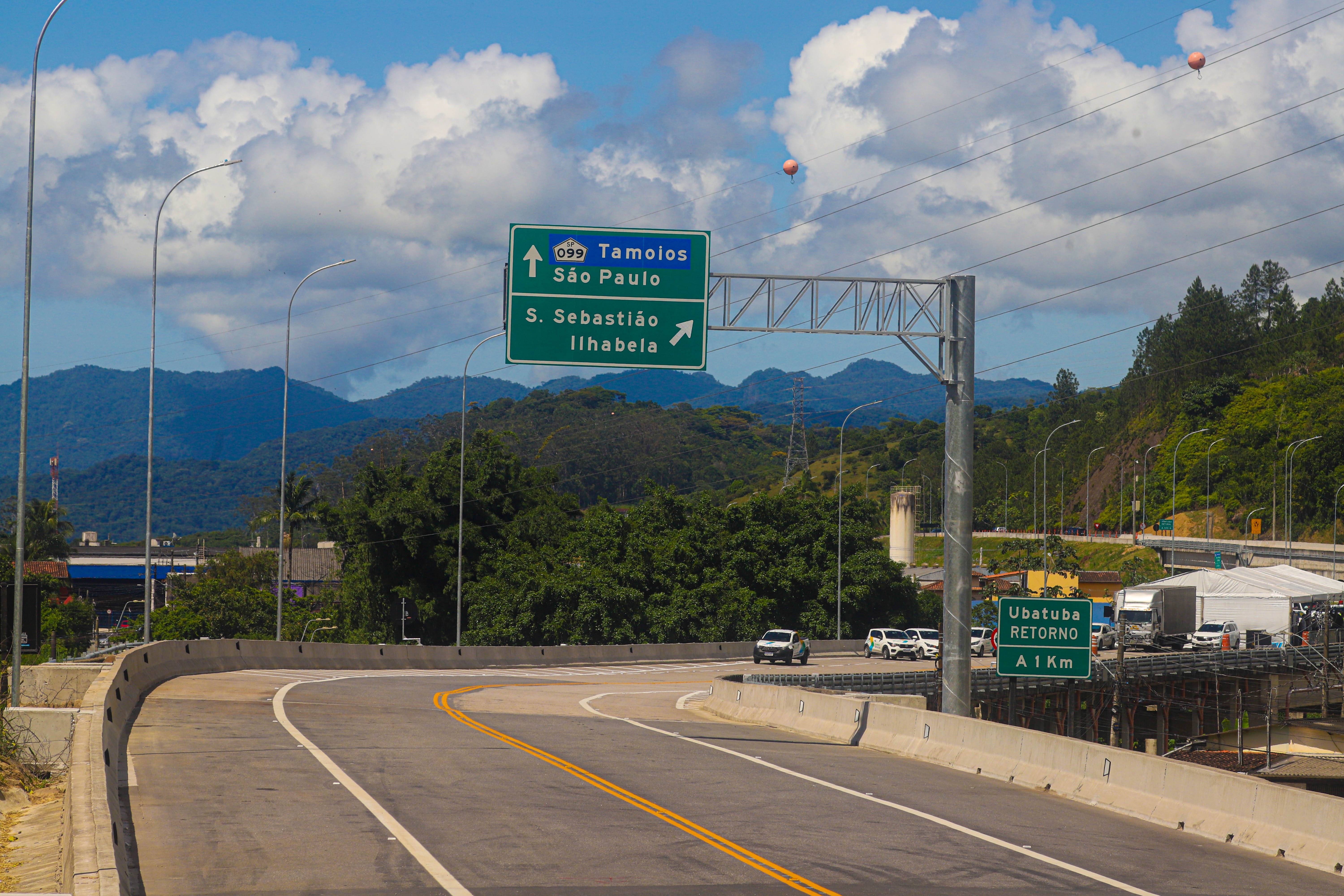
Trecho da SPI 097-055 entre os km 6 e 7.

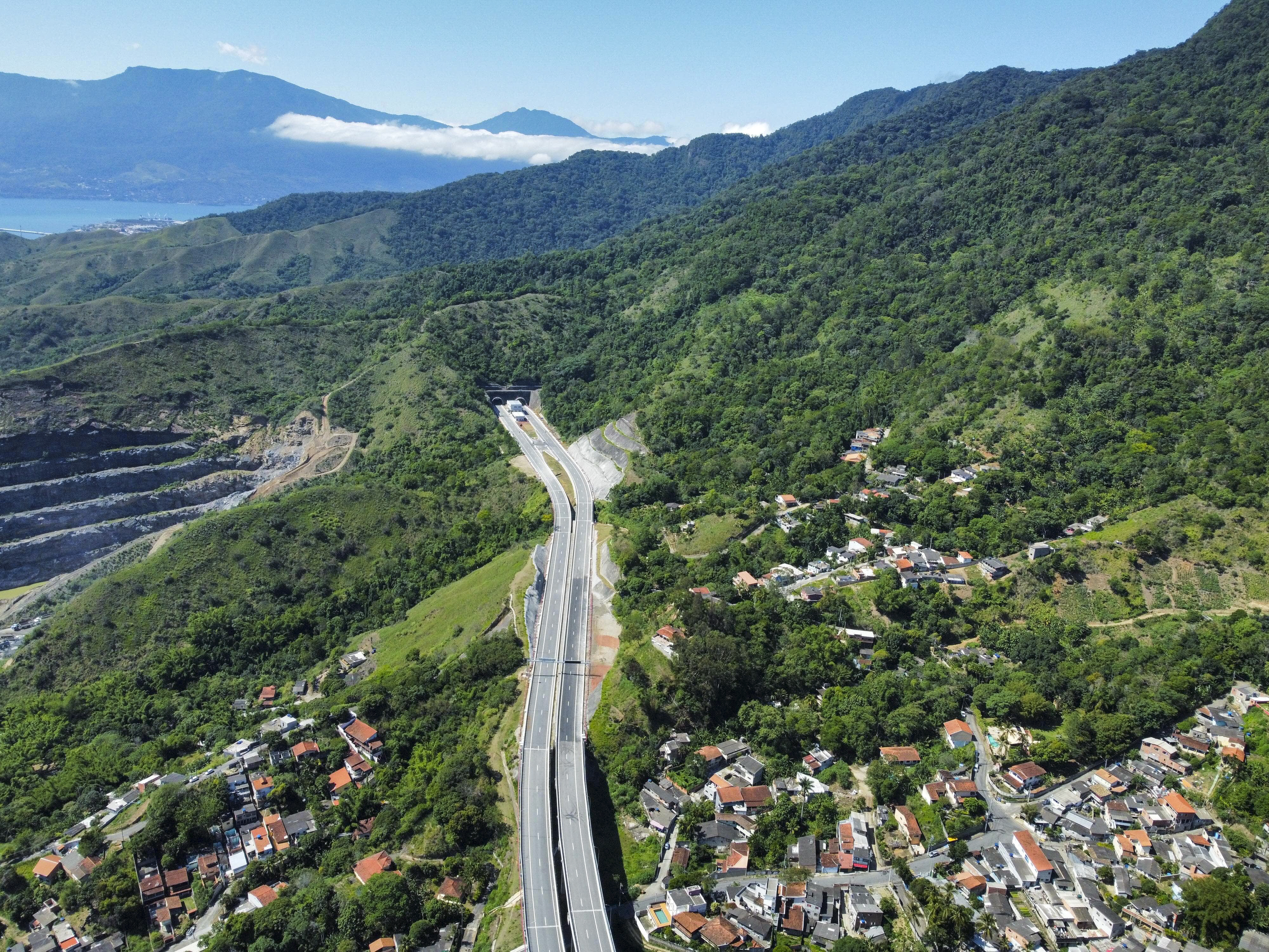
Contorno Sul da SPI-097/055, em São Sebastião.

Em 2018, as obras dos contornos foram paralisadas, com vergalhões expostos e parte das pistas cobertas por lama e mato alto. A paralisação ocorreu após as empresas responsáveis pelo empreendimento, Serveng/Civilsan e Queiroz Galvão, terem paralisado os serviços unilateralmente em dezembro de 2018. A situação gerou reclamações de moradores devido a alagamentos e invasão de lama nas ruas. A obra ficou parada por três anos.
Em setembro de 2021, o governo estadual anunciou a retomada da construção do trecho, com entrega em dois anos. Em 2021, o Governo de São Paulo assinou um acordo com a Concessionária Tamoios para incorporação e retomada das obras dos Contornos de Caraguatatuba e de São Sebastião, com investimentos de R$ 1,5 bilhão e a promessa de gerar até 2 mil novos empregos diretos. O acordo, aprovado pelo Conselho Gestor de Concessões e PPPs, previa 46 obras entre pontes e viadutos, além de seis conjuntos de túneis, totalizando 33,9 km de extensão. O prazo para conclusão das obras foi estipulado em 26 meses após o início dos serviços.
O Contorno Norte, com 8 quilômetros de extensão e quatro túneis, foi liberado para o tráfego em 20 de dezembro, com o objetivo de diminuir o trânsito na área urbana de Caraguatatuba e facilitar o acesso a Ubatuba. Uma operação especial foi implementada até 7 de janeiro, com liberação 24 horas por dia, seguida de interdições noturnas de segunda a quinta para obras complementares. A previsão inicial era de que o contorno total ficasse pronto em dezembro de 2023, 26 meses após a retomada em 2021, porém, o Contorno Sul teve sua entrega adiada para novembro de 2024 devido à inclusão da implantação de sistemas de iluminação, ventilação, comunicação e automação pela concessionária. O Contorno Norte, portanto, foi entregue antecipadamente em dezembro de 2023.
Após mais de 10 anos após o início das obras, o Contorno Sul foi liberado ao tráfego em 18 de novembro de 2024. Com quase 23 km de extensão e três túneis por sentido, o trecho conecta o km 11 da Rodovia dos Tamoios, em Caraguatatuba, ao km 33, em São Sebastião.
Em outubro de 2024, foi apresentado à Assembleia Legislativa do Estado de São Paulo o Projeto de Lei nº 767/2024, que propõe denominar a Rodovia de Interligação SPI-097/055 como "Victor Brecheret". O objetivo é homenagear o escultor Victor Brecheret, renomado por sua contribuição ao modernismo brasileiro e por obras como o Monumento às Bandeiras, localizado no Parque Ibirapuera, em São Paulo.

## Características
O Contorno começa em Caraguatatuba, no km 0 (altura do bairro Casa Branca), e termina no km 33,9, ao lado do Porto de São Sebastião, totalizando 33,9 km de extensão. Destes, 17 km são de pista simples e 16 km de pista dupla.

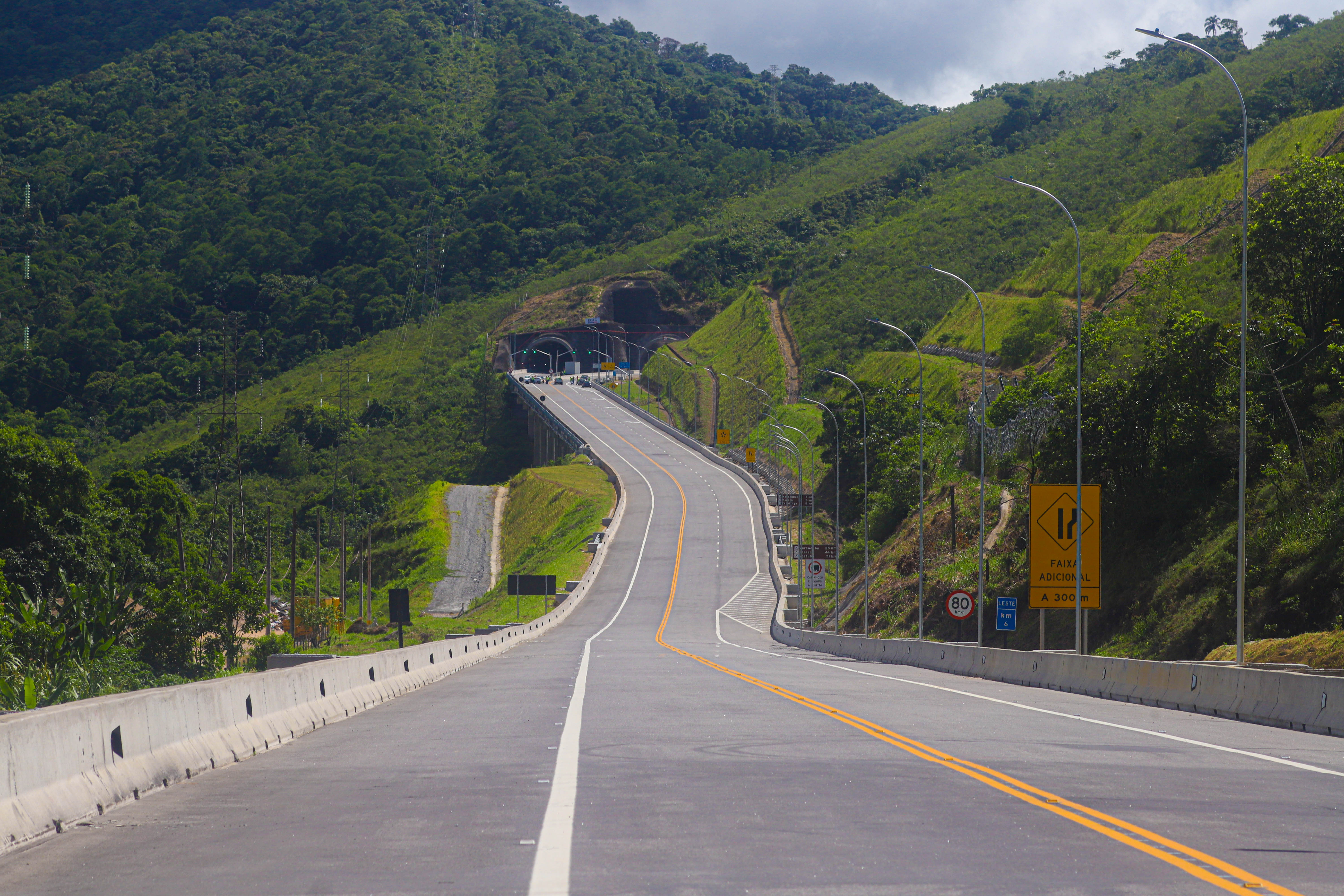
Vista do Contorno Norte da SPI 097-055, entre os KM 7 e 8, pista simples. É possível ver o emboque do túnel 102 ao fundo.

### Contorno Norte
Este contorno, com 8 km de extensão, tem como principal objetivo facilitar o acesso a Ubatuba, desviando o tráfego do centro de Caraguatatuba. A via opera em pista simples, com fluxo nos dois sentidos, ou seja, mão dupla. Um dos destaques do Contorno Norte é a presença de quatro túneis, sendo dois com 270 metros de extensão e outros dois com 395 metros. O acesso para o Contorno Norte se dá pelo km 82 da Rodovia dos Tamoios, em Caraguatatuba.

### Contorno Sul
Com aproximadamente 23 km de extensão, o Contorno Sul liga o km 11 da Rodovia dos Tamoios, na entrada de Caraguatatuba, ao km 33, após o Centro de São Sebastião. Este trecho se caracteriza por ser uma via expressa, com velocidade máxima permitida de 80 km/h. O Contorno Sul possui seis túneis no total, sendo três em cada sentido.

## Trajeto
A Rodovia de Interligação SPI-097/055 começa em Caraguatatuba, no km 0 no bairro Casa Branca, e termina no km 33,9, ao lado do Porto de São Sebastião.

### Túneis

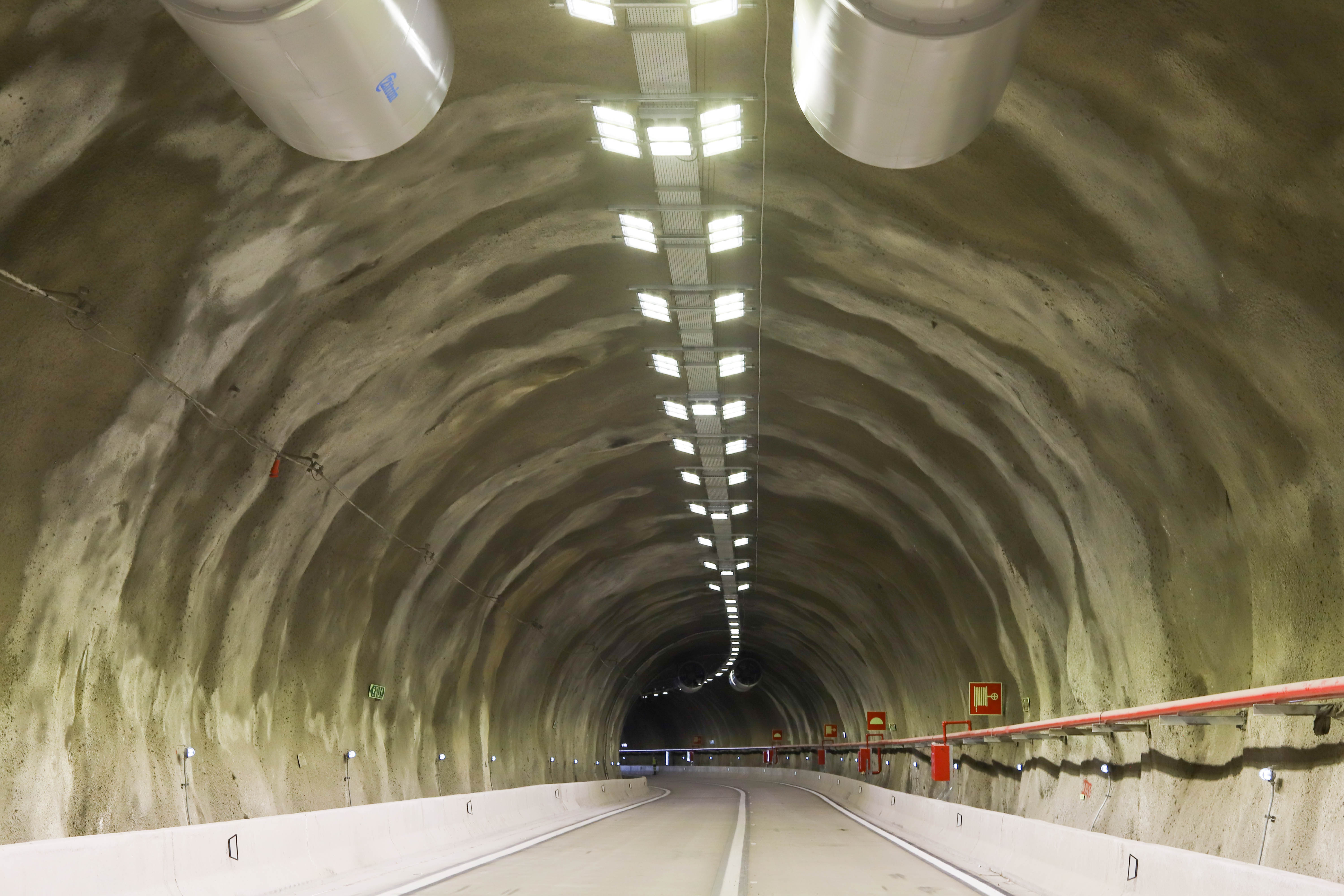
Túnel 102 do Contorno Norte, sentido Ubatuba.

A rodovia possui 5 conjuntos de túneis duplos.
| Túnel   | Extensão             | Município     |
| ------- | -------------------- | ------------- |
| 101     | 294 m (964,56 ft)    | Caraguatatuba |
| 102     | 400 m (1312,34 ft)   | Caraguatatuba |
| 301     | 2270 m (7447,5 ft)   | São Sebastião |
| 302/401 | 3446 m (11305,77 ft) | São Sebastião |
| 402     | 234 m (767,71 ft)    | São Sebastião |

### Pedágio
O Contorno Sul conta com um pedágio automático na altura do km 13,5. A cobrança é feita de forma eletrônica, no sistema free-flow, sem cabines e cancelas de pedágio. Câmeras e sensores instalados em um pórtico acima das pistas fazem a leitura da tag ou da placa do veículo.
| Fonte  | Pedágio   | km   | Sentido      | Município     | Tarifas (Vigente desde 17 de novembro de 2024) | Tarifas (Vigente desde 17 de novembro de 2024) | Tarifas (Vigente desde 17 de novembro de 2024) | Tarifas (Vigente desde 17 de novembro de 2024) | Tarifas (Vigente desde 17 de novembro de 2024) |
| Fonte  | Pedágio   | km   | Sentido      | Município     | Passeio/Utilitário                             | Caminhão/Ônibus (por eixo)                     | Reboque/Passeio (3 eixos)                      | Reboque/Passeio (4 eixos)                      | Motocicleta                                    |
| ------ | --------- | ---- | ------------ | ------------- | ---------------------------------------------- | ---------------------------------------------- | ---------------------------------------------- | ---------------------------------------------- | ---------------------------------------------- |
| [ 11 ] | Free Flow | 13,5 | Bidirecional | Caraguatatuba | R$ 5,20                                        | R$ 5,20                                        | R$ 7,80                                        | R$ 10,40                                       | R$ 2,60                                        |